# Eisenmangel
Eisenmangel oder Sideropenie (von altgriechisch σίδηρος síderos „Eisen“, und πενία penía „Armut, Mangel“) bedeutet einen Mangelzustand des Organismus an Eisen. Ein Eisenmangel ist häufig symptomlos. Treten die Symptome eines Eisenmangels vor der Anämie auf, spricht man von Sideropenie. Der menschliche Körper enthält etwa 2 bis 4 Gramm Eisen. Ungefähr 60 Prozent davon sind an den roten Blutfarbstoff Hämoglobin, die restlichen 40 Prozent an Ferritin, Hämosiderin, Myoglobin und Enzyme gebunden.

## Häufigste Ursachen
Die häufigsten Ursachen des Eisenmangels sind regional unterschiedlich: In westlichen Industrieländern sind chronische Blutverluste, beispielsweise durch konsumierende Prozesse wie Tumorleiden, Hypermenorrhoe oder chronische entzündliche Prozesse wie Osteomyelitiden führend, während im globalen Süden bakterielle (z. B. Tuberculose), parasitäre (z. B. Malaria) und mangelernährungsbedingte Ursachen dominieren.
Blutungen kommen bei Männern und Frauen häufig im Magen-Darm-Trakt, häufig auch als Blutungen von Tumoren vor, bei jungen Frauen kann auch eine zu starke Menstruation Ursache der Eisenmangelanämie sein. Durchschnittlich verlieren Frauen ungefähr 15 mg Eisen mit jeder Regelblutung. In der Schwangerschaft ist der Eisenbedarf sogar um fast 100 % erhöht. Auch regelmäßige Blutspender haben einen erhöhten Bedarf, da durch die Entnahme von etwa einem halben Liter Blut auch ca. 250 mg Eisen verloren gehen. Des Weiteren tritt Eisenmangel gehäuft im Zusammenhang mit chronischer Herzinsuffizienz auf.
Die Behandlung von Krankheiten mittels häufiger, regelmäßiger Aderlässe, wie etwa die Polycythaemia vera, verursacht bei den Patienten gezielt einen Eisenmangel. Bei der Blutkrankheit Polycythaemia vera werden zu viele Blutkörperchen produziert. Der durch Aderlässe gewollt herbeigeführte Eisenmangel führt zu einer gewünschten längerfristigen Reduktion des Hämatokrits, vor allen Dingen durch eine Verringerung der Erythrozytengröße, sowie der Blutkörperproduktion.
Ausreichende Reserven an Eisen sind eine wesentliche Voraussetzung für das Überleben von Menschen, aber auch von Mikroorganismen wie Bakterien und Parasiten. Der Körper verfügt über verschiedene Mechanismen, um die Gefahr einer Infektion zu bekämpfen, und bildet Zytokine, um die Körpertemperatur zu erhöhen, bei gleichzeitiger Reduzierung der Verfügbarkeit von Eisen im Blut und Gewebeflüssigkeit, und verhindert so das Wachstum und die Vermehrung von Mikroorganismen. Daher sind ein Eisenmangel oder eine Anämie bei Infektionen nicht notwendigerweise ein Grund für die Verabreichung von Eisenpräparaten.
Auch Mikroorganismen passen sich den schlechten Bedingungen an, welche ihnen das Immunsystem bereitet, indem sie das Ferritin aus dem Kreislauf entziehen, zum Beispiel können Chlamydien Eisen aus den Zellen extrahieren, hämolytische Streptokokken zersetzen die roten Blutkörperchen, manche Mikroorganismen ziehen Eisen aus schwer erreichbaren gebundenen Reserven.
Bei manchen Mäusen wurde ein Stoffwechseldefekt festgestellt, der die Eisenaufnahme reduziert bzw. blockiert. Ob solch ein Eisenstoffwechseldefekt auch bei Menschen existiert, ist Stand 2023 Gegenstand von Forschungen.
Ernährung
Insgesamt erreichen in Deutschland 14 % der Männer und 58 % der Frauen die empfohlene tägliche Zufuhr für Eisen nicht. Bis zum Alter von 50 Jahren sind hiervon über 75 % der Frauen betroffen.
Eisen ist ein potentiell kritischer Nährstoff bei vegetarischer und veganer Ernährung. Die Deckung der D-A-CH-Referenzwerte ist laut Deutscher Gesellschaft für Ernährung über eine rein pflanzliche Kost möglich. Ältere Studien wie die Deutsche Vegan Studie (1993–1995) zeigten bei 40 % der Veganerinnen im Alter zwischen 19 und 50 Jahren Werte unter 12 μg/l bei den Veganerinnen über 50 Jahren waren es 12 %. Eine Eisenmangelanämie war bei lediglich 4 % nachweisbar. Neuere Studien zeigen, dass in westlichen Industrieländern heute eine Eisenmangelanämie bei Vegetariern und Veganern nicht häufiger vorkommt als bei Nicht-Vegetariern. Während Serumeisen und Hämoglobin sich kaum von Nicht-Vegetariern unterscheiden, befinden sich die Eisenspeicher, gemessen an der Serumferritinkonzentration, meist im unteren Normalbereich. Erwachsene mit veganer oder vegetarischer Ernährung haben niedrigere Eisenspeicher als Personen, die sich auch mit Fleisch ernähren. Niedrige Eisenspeicher können mit gesundheitlichen Nachteilen verbunden sein, zum Beispiel während der Wachstumsphase, bei hohem Eisenbedarf während der Schwangerschaft oder bei Krankheiten mit Blutverlust. Niedrige Eisenspeicher erhöhen das Risiko einer Eisenmangelanämie. Vorteil niedriger Eisenspeicher ist eine mögliche Risikoreduktion gegenüber nicht ansteckbaren Krankheiten wie Diabetes Mellitus Typ 2, Koronare Herzkrankheit oder das allgemeine Risiko einer Krebserkrankung.

## Symptome und Folgeerkrankungen
Folgende Symptome und Folgeerkrankungen gelten als typisch:
- Haut und Schleimhaut:
  - Blässe
  - Nägel: Brüchigkeit (Onychorrhexis), Rillenbildung, Koilonychie
  - Plummer-Vinson-Syndrom
  - Mundwinkelrhagaden (ICD-Code: K13.0)
  - diffuser Haarausfall
- Nervensystem:
  - Müdigkeit
  - Kopfschmerzen
  - Schwindelgefühl
  - Konzentrationsstörungen
  - Psychische Labilität
  - selten: Pikazismus (ICD-Code: F50.8)
  - selten: Restless-Legs-Syndrom
- Blut:
  - Eisenmangelanämie
  - Belastungsdyspnoe (verminderte O2-Träger bei manifester Anämie)
- Herz
  - Herzinsuffizienz (eine 2009 im New England Journal of Medicine veröffentlichte Studie zeigte, dass Patienten mit Eisenmangel und gleichzeitig bestehender Herzinsuffizienz eine deutliche Verbesserung der letzteren aufwiesen, wenn der Eisenmangel ausgeglichen wurde, und zwar unabhängig davon, ob gleichzeitig eine Eisenmangelanämie bestand oder nicht.[16] Das eisenhaltige Myoglobin ist Hauptprotein des Herzmuskels.)
  - In einer neuen Studie HEART-FID bleibt ein patientenrelevanter Nutzen von Eiseninfusionen bei Herzinsuffizienz und Eisenmangel unbelegt. Es ist unklar, unter welchen Voraussetzungen ein Benefit möglich ist.[17]

## Untersuchungsmethoden
Maßgeblich zum Ausschluss oder Beweis von Eisenmangel ist die Bestimmung des Ferritinwerts und der Transferrinsättigung im Blut. Auch Zink-Protoporphyrin im Blut ist ein nützlicher Parameter, wird aber in den meisten europäischen Ländern selten verwendet. Die Bestimmung nur des Eisenwertes ist hierfür nicht geeignet, weil er zu sehr schwankt.

## Behandlung
| Lebensmittel                | Eisen (mg/100 g) |
| --------------------------- | ---------------- |
| Thymian, getrocknet         | 123,6            |
| Kardamom, Gewürz            | 100              |
| Grüne Minze, getrocknet     | 87,5             |
| Majoran, getrocknet         | 82,7             |
| Sauerampfer, getrocknet     | 81,7             |
| Kreuzkümmel                 | 69               |
| Dill, getrocknet            | 48,77            |
| Süßholz                     | 41,4             |
| Zimt                        | 38,1             |
| Brennnesseln, getrocknet    | 32,2             |
| Blutwurst                   | 29,4             |
| Petersilie, getrocknet      | 23,961           |
| Schweineleber               | 22,1             |
| Spirulina, getrocknet       | 20,0             |
| Bierhefe, getrocknet        | 20,0             |
| Sojamehl                    | 15,0             |
| Speisehanfsamen, ungeschält | 14,9 (oder 12)   |
| Kakaopulver, stark entölt   | 14,5             |
| Zuckerrübensirup            | 13,0             |
| Kakaopulver, schwach entölt | 12,5             |
| Texturiertes Soja           | 12,5             |
| Kürbiskerne                 | 11,2             |
| Ingwer, Pulver              | 11,5             |
| Sesam                       | 10,0             |
| Schweineniere               | 10,0             |
| Mohn                        | 9,5              |
| Pinienkerne                 | 9,2              |
| Hirse                       | 9,0              |
| Sojabohnen                  | 8,6              |
| Sauerampfer, frisch         | 8,5              |
| Leinsamen                   | 8,2              |
| Quinoa                      | 8,0              |
| Kalbsleber                  | 7,9              |
| Amarant                     | 7,6              |
| Linsen                      | 6,9              |
| Pfifferlinge                | 6,5              |
| Sonnenblumenkerne           | 6,3              |
| Weiße Bohnen                | 6,1              |
| Persipan, Rohmasse          | 6,1              |
| Hafer                       | 5,8              |
| Austern                     | 5,8              |
| Petersilie, frisch          | 5,5              |
| Dill, frisch                | 5,5              |
| Leberwurst                  | 5,3              |
| Aprikosen, getrocknet       | 3,8              |
| Erbsen                      | 5,0              |
| Molkenkäse                  | 5,0              |
| Roggen                      | 4,9              |
| Knäckebrot                  | 4,7              |
| Haferflocken                | 4,6              |
| Gerste                      | 4,5              |
| Grünkern                    | 4,2              |
| Spinat                      | 4,1              |
| Brennnessel                 | 4,1              |
| Mandel                      | 4,1              |
| Corned Beef                 | 4,1              |
| Sojasauce                   | 3,9              |
| Haselnuss                   | 3,8              |
| Topinambur, frisch          | 3,7              |
| Vollkornbrot                | 3,3              |
| Rindfleisch                 | 3,2              |
| Löwenzahn, frisch           | 3,1              |
| Schweinefleisch             | 3,0              |
| Geflügel                    | 2,6              |
| Fenchel                     | 2,5              |
| Kalbfleisch                 | 2,2              |
| Thunfisch                   | 1,2              |
| Rote Bete                   | 0,93             |
| Rote-Bete-Saft              | 0,87             |
| Lachs                       | 0,7              |

### Umstellung der Ernährung
Falls die Ursache eines Eisenmangels Fehl- oder Mangelernährung ist, sollte man mehr eisenhaltige Nahrungsmitteln essen. Die Deutsche Gesellschaft für Ernährung (DGE) empfiehlt eine Eisenzufuhr je nach Alter und Geschlecht von 10 bis 12 mg/Tag. Für die Stillzeit werden 20 mg, während der Schwangerschaft 30 mg/Tag empfohlen.
Es gibt die Vermutung, dass die Verwendung von gusseisernem Kochgeschirr bei Eisenmangel die Eisenwerte verbessern könne.
In Kambodscha, wo viele Menschen Eisenmangel haben und viele Arme kein gusseisernes Kochgeschirr, gibt es den „glücksbringenden Eisenfisch“. Er wird mitgekocht und soll Eisen an die oftmals eisenarme Speise abgeben; eine Wirksamkeit konnte nicht nachgewiesen werden.
Zu den Folgen der erhöhten Aufnahme eisenhaltiger Verbindungen im pflanzlichen Organismus siehe Eisentoxizität.

### Förderstoffe und Hemmstoffe der Resorption von Eisen
Eine indische Studie an 54 unter Eisenmangel leidenden vegetarisch ernährten Kindern zeigte, dass Eisenmangel durch verbesserte Vitamin-C-Zufuhr behandelt werden kann. Nachdem – ohne sonstige Änderung der Ernährungsgewohnheiten – 60 Tage lang zu Mittagessen und Abendessen 100 mg Vitamin C (Ascorbinsäure) zugegeben wurden, trat bei allen Probanden der mit Vitamin C versorgten Gruppe eine deutliche Besserung des Hämoglobinstatus ein. Die Mehrzahl dieser Kinder wurde sogar vollständig gesund.
Die Menge von 100 mg Vitamin C ist beispielsweise in ca. 200 ml Orangensaft, 100 g Brokkoli oder wenigen Streifen roter Paprika enthalten, jedoch reicht auch die Hälfte aus, um eine große Steigerung der Resorption zu bewirken. Allerdings nur, wenn zwischen dem Verzehr von ascorbinsäurehaltigen Lebensmitteln und eisenreichen Lebensmitteln höchstens einige Stunden vergehen, das Vitamin C sich also noch im Verdauungstrakt befindet. Optimal ist die Einnahme zur selben Mahlzeit.
Förderstoffe der Eisenresorption:
- Vitamin C ist der wirksamste bekannte Förderstoff der Eisenresorption. Er vermag den eisenhemmenden Effekt vieler Hemmstoffe vollständig aufzuheben.
- weitere organische Säuren wie Äpfelsäure, Weinsäure und Zitronensäure; möglicherweise auch Essigsäure und Milchsäure
- schwefelhaltige Aminosäuren wie Cystein
- Phytase, die durch Fermentation oder langes Wässern von Getreide aktiviert werden kann
- tierisches Protein aus Muskelgewebe
- Fructose (Fruchtzucker), in schwächerem Maß auch andere Zucker

Allgemein sind dies also vor allem die Inhaltsstoffe von Früchten und Fruchtgemüsen sowie Kohlgemüse.
Hemmstoffe der Eisenresorption:
- Polyphenole, vor allem Tannine in grünem Tee, schwarzem Tee und Chlorogensäure in Kaffee sind neben Phytinsäure der stärkste Eiseninhibitor
- Phytinsäure in unfermentiertem Vollkorngetreide und manchen (unfermentierten) Hülsenfrüchten
- Calciumsalze, Magnesium in größeren Mengen
- Einige Proteine aus Soja, Milch (Casein) und Eiklar (Albumin)
- Phosphate in Fleisch, Käse und mehreren Lebensmittelzusatzstoffen
- Oxalate in Spinat, Rote Bete, Rhabarber, Kakao
- Salicylate, beispielsweise Acetylsalicylsäure
- Magensäure neutralisierende Medikamente (Antazida)

Die hemmende Wirkung natürlich vorkommender Ballaststoffe auf die Eisenresorption geht wahrscheinlich auf ebenfalls darin vorhandene Phytin- beziehungsweise Oxalsäure zurück. In reiner Form ist dagegen kaum eine negative Wirkung von Ballaststoffen feststellbar.

### Medikamentöse Therapie
Falls der Eisenmangel ausgeprägt ist oder nicht allein durch Ernährungsumstellung ausgeglichen werden kann, können Eisenpräparate verabreicht werden. Prinzipiell kann das auf zwei Arten geschehen: in Tablettenform („peroral“) oder als Infusion („intravenös“). Grundsätzlich ist die perorale Verabreichung vorzuziehen, da dies dem natürlichen Weg entspricht, auf dem Eisen durch den Körper aufgenommen wird. Eisen-Tabletten enthalten wegen der besseren Resorption meistens zweiwertiges Eisen (Fe2+). Die Tabletten sollten täglich auf nüchternem Magen mit einem Abstand zur Mahlzeit eingenommen werden. Bei empfindlichen Personen können eisenhaltige Tabletten zu lokalen Magenreizungen mit Bauchschmerzen und gegebenenfalls zu Durchfall führen. Wenn dies auftritt, kann versucht werden, auf ein anderes perorales Eisenpräparat umzusteigen.
Das in den Tabletten enthaltene Eisen wird nur zum geringen Prozentsatz aufgenommen, der größte Teil wird mit dem Stuhlgang wieder ausgeschieden, wodurch dieser tiefdunkelbraun bis schwarz gefärbt wird. Wichtig ist, dass die Eisen-Therapie auch dann noch eine Weile weitergeführt wird, wenn beispielsweise die durch Eisenmangel verursachte Blutarmut schon verschwunden ist, da die Eisenspeicher des Körpers aufgefüllt werden sollen, was eine ganze Weile dauert, da im Darm immer nur eine geringe Menge aufgenommen werden kann. Eine typische Tabletten-basierte Eisentherapie dauert in der Regel Monate.
Die Supplementierung sollte maximal täglich erfolgen. Das in der Leber produzierte und nach Eisensupplementierung freigesetzte Hepcidin hemmt die Resorption von Eisen für 24 Stunden. Deshalb ist sogar eine Einnahme alle zwei Tage effizienter und mit geringeren Nebenwirkungen im Verdauungstrakt verbunden.
Falls Eisentabletten nicht vertragen werden oder wenn der Eisenmangel sehr ausgeprägt ist und schnell behoben werden soll, können eisenhaltige Infusionen verabreicht werden. Diese Infusions-Präparate enthalten an einen Trägerstoff gebundenes Eisen. Hierbei sollten Präparate gewählt werden, die hochdosiertes Eisen enthalten (500–1000 mg Eisen pro Infusion) und das Eisen nur langsam freisetzen (Eisencarboxymaltose, Eisenpolymaltose). Die früher geläufigen intravenösen Eisenpräparate, die niedrig dosiertes Eisen (typischerweise 40–62,5 mg Eisen) enthielten, das leicht freigesetzt wird (z. B. in Form von Eisengluconat), sollten nicht mehr verwendet werden, weil sie wiederholt gegeben werden müssen, um denselben Effekt zu erzielen. Zudem führen sie aufgrund des Gehalts an freiem Eisen deutlich häufiger zu Überempfindlichkeits- und Kreislaufreaktionen.

## Statistiken zur Häufigkeit
Rund 30 Prozent der Weltbevölkerung weist einen Eisenmangel auf.
In den USA sind bis zu 39 Prozent aller Frauen zwischen 12 und 21 Jahren von Eisenmangel betroffen.